# Camino Real (Sudamérica)

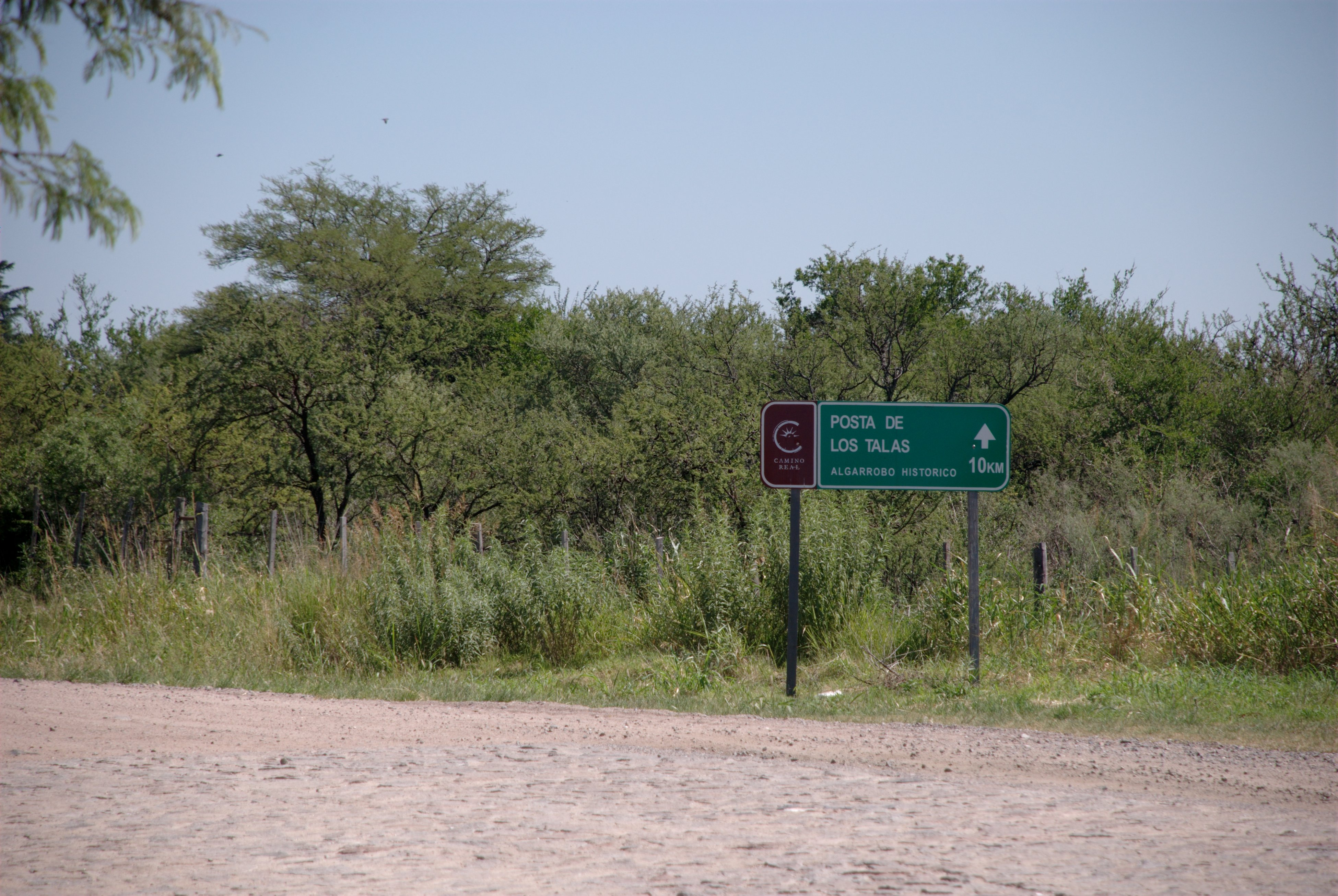
Camino Real, Posta de los Talas

Se conoce como Camino Real a la ruta que enlazaba el puerto de Buenos Aires con el Alto Perú (actual Bolivia), hasta la ciudad de Lima, durante los tiempos del Virreinato del Perú y del Virreinato del Río de la Plata.
Fue instituido en 1663, por orden del capitán general de la Gobernación del Río de la Plata y presidente de la Real Audiencia de Buenos Aires José Martínez de Salazar, con dos vías principales: el Camino Real del Perú, que seguía en líneas generales el itinerario de la actual Ruta 9 de Argentina, y el Camino Real del Oeste, en dirección a Cuyo, y que recorría un trazado similar a la Ruta 7 de Argentina.
La mayor parte de la ruta se ha perdido y solo se conservan algunas secciones.

## Lugares históricos
Algunos lugares históricos situados en el Camino Real son:
- La Misión Jesuítica Caroya ―actual Museo del Inmigrante, cerca de Jesús María, a 50 km al norte de la ciudad de Córdoba―,[3] una estancia que perteneció al sacerdote jesuita Ignacio Duarte Quirós.[3] En 1616[3] los jesuitas hicieron que los indios construyeran el casco (casa) de la estancia. En 1814 el ejército independentista la convirtió en la primera fábrica de armas blancas en el país.[3] En la actualidad es un monumento nacional argentino.[3]
- La Posta de Sinsacate, que se encuentra 4 km al norte de la Estancia de Jesús María (el Museo Nacional Jesuítico),[3]utilizada por los jesuitas de la zona.[3] Consta de una capilla y de una serie de habitaciones para los viajeros. Actualmente está convertida en museo.[3]
- Posta de Barranca Yaco, 10 km al norte de Sinsacate. En este sitio, el 16 de febrero de 1835, fue asesinado por órdenes de los hermanos Reinafé el caudillo Facundo Quiroga. El lugar no presenta ningún atractivo paisajístico.[3]

## Postas del Camino Real
El recorrido comenzaba en la actual avenida Rivadavia de la ciudad de Buenos Aires.
- Provincia de Buenos Aires (70 leguas):
  - Cañada de Morón (6),
  - Paso Morales (1),
  - Puente de Márquez (1),
  - Cañada de Escobar (6),
  - Villa de Luján (8),
  - Cañada de Rocha (2),
  - Cañada de la Cruz (5),
  - Areco (6),
  - Chacras de Ayala (5),
  - Río Arrecifes (7),
  - Pueblo de Arrecifes (8),
  - Fontezuela (5),
  - Arroyo de Ramallo (6) y
  - Arroyo del Medio (5).

- Provincia de Santa Fe (39 leguas):
  - Arroyo Pavón (6),
  - Cerrillos (7),
  - Saladillo de la Orqueta (6),
  - Candelaria (5),
  - Desmochados (6),
  - Arequito (4) y
  - Esquina de la Guardia (5).

- Provincia de Córdoba (130 leguas):
  - Cruz Alta (4),
  - Cabeza del Tigre (4),
  - Esquina de Lobatón (4),
  - Saladillo de Ruiz Díaz (5),
  - Barrancas (4),
  - Zanjón (4),
  - Fraile Muerto (4),
  - Tres Cruces (5),
  - Capilla de Dolores (3), desde aquí se separaba el camino a Santiago de Chile, vía San Luis y Mendoza.
  - Esquina de la Herradura (6),
  - Río Tercero (4),
  - Tío Pujio (4),
  - Ojo de Agua (4),
  - Cañada del Gobernador (4),
  - Impira (7),
  - Río Segundo (5),
  - Punta del Monte (6),
  - Córdoba (5),
  - Chacarita (6),
  - Río Carnero (4),
  - Sinsacate (4),
  - Tala (5),
  - Macha (5),
  - Intihuasi (4),
  - Santa Cruz (4),
  - San Pedro Norte (4),
  - Durazno (4),
  - Piedrita (4) y
  - Pozo del Tigre (4).

- Provincia de Santiago del Estero (93 leguas):
  - Portezuelo (6),
  - Zanjones (7),
  - Pampa Grande (7),
  - Oratorio Grande (7),
  - Taruca Pampa (6),
  - Bajada (6),
  - Mochino (10),
  - Sauces (5),
  - Loreto (6),
  - Silipica (7),
  - Manogasta (4),
  - Santiago del Estero (8),
  - Capilla de Giménez (9) y
  - Los Mirandas (5).

- Provincia de Tucumán (60 leguas):
  - Vizara (8),
  - Palmas (6),
  - Talacocha (6),
  - San Miguel de Tucumán (8),
  - Tapla (8),
  - Ticucho (8),
  - Arequiones (8) y
  - Trancas (8).

- Provincia de Salta (72 leguas):
  - Arenal (12),
  - Rosario (5),
  - Posta de Yatasto (7),
  - Concha (4),
  - Algarrobo (8),
  - Pasaje del Río (5),
  - Cobos (17),
  - Salta (8) y
  - Caldera (6).

- Provincia de Jujuy (70 leguas):
  - Cabaña (5),
  - Jujuy (7),
  - León (6),
  - Volcán (8),
  - Manuara (10),
  - Huacalera (5),
  - Cueva (6),
  - Colorados (8),
  - Cangrejos (6) y
  - La Quiaca (9).

- Alto Perú, en la actual Bolivia:[4]
  - Mojo (8),
  - Suipacha (8),
  - Tupiza (5),
  - Chapaca (4),
  - Ojo de Agua (9),
  - Santiago de Cotagaita (6),
  - Escara (4),
  - Quirbe (6),
  - Zoropalca (6),
  - Caiza (6),
  - Chaquilla (6),
  - Potosí (6),
  - Yocalla (9),
  - Leña (7),
  - Lagunillas (6),
  - Torapalca (4),
  - Valcapueyo (4),
  - Ancacato (4),
  - Peñas (5),
  - Candor (6),
  - Venta del Medio (6),
  - Oruro (10),
  - Caracollo (10),
  - Panduro (6),
  - Aroma (4),
  - Sicasica (4),
  - Chiota (4),
  - Ayo Ayo (4),
  - Calamarca (6),
  - Ventilla (7),
  - La Paz (5),
  - Laja (6),
  - Tiahuanaco (7),
  - Guaqui (4).

- Virreinato del Perú en el actual Perú.
  - Zepita (7),
  - Tambillo (4),
  - Quilca (4),
  - Pomata (3),
  - Juli (4),
  - Ilave (5),
  - Ácora (5),
  - Chucuito (5),
  - Puno (4).

Desde Puno el camino se bifurcaba en dirección a Lima por dos rutas, una vía Arequipa y otra vía Cuzco:
- - Paucarcolla (3),
  - Caracoto (5),
  - Cabana (6),
  - Cabanillas (6),
  - Pucará (6),
  - Santa Rosa de Yanaque (8),
  - Aguas Calientes (6),
  - Sicuani (3),
  - San Pedro (5),
  - Checacupe (6),
  - Quiquijana (4),
  - Urcos (4),
  - Oropesa (4),
  - Cuzco (4),
  - Zurite (7),
  - Limatambo (6),
  - Marcahuasi (4),
  - Curahuasi (6),
  - Abancay (6),
  - Ccochaccasa (6),
  - Huancarama (6),
  - Andahuaylas (6),
  - Uripa (12),
  - Ocros (12),
  - Cangallo (3),
  - Huamanga (3),
  - Huanta (6),
  - Anchonga (12),
  - Paucará (4),
  - Huancavelica (8),
  - Cosme (10),
  - Turpo (6),
  - Palpa (8),
  - Lunahuaná (12),
  - Asia (12),
  - Chilca (8),
  - Lurín (7),
  - Lima (6).